# Tour della nazionale maschile di rugby a 15 della Nuova Zelanda 1984
Nel 1984, gli All Blacks della nazionale neozelandese di “rugby a 15”, si recano in tour in Australia.
Dopo la prima sconfitta con i "Wallabies", centrano due successi e conquistano la Bledisloe Cup
Successivamente si recano con una squadra sperimentale alle Isole Figi.

## Tour in Australia

### Bilancio (tra parentesi i test ufficiali)
- Giocate: 14 (3)
- Vinte: 13 (2)
- Pareggiate: 0 (0)
- Perse: 1 (1)
- Punti fatti 600 (53)
- Punti subiti 117 (55)

### Risultati
| Brisbane 4 luglio 1984 | Queensland B | 0 – 37 | Nuova Zelanda XV | Ballymore Oval |

| Sydney 7 luglio 1984 | New South Wales | 10 – 37 | Nuova Zelanda XV | Concord Oval |

| Adelaide 11 luglio 1984 | Sud Australia | 0 – 99 | Nuova Zelanda XV | Hindmarsh Stadium |

| Perth 15 luglio 1984 | Western Australia | 0 – 72 | Nuova Zelanda XV | Perry Lakes Stadium |

| Melbourne 17 luglio 1984 | Victoria | 3 – 65 | Nuova Zelanda XV | Olympic Park 2 |

| Sydney 21 luglio 1984 | Australia | 16 – 9 | Nuova Zelanda | Cricket Ground |

| Canberra 25 luglio 1984 | A.C.T. | 16 – 40 | Nuova Zelanda XV | Rugby Park |

| Sydney 28 luglio 1984 | Sydney | 3 – 28 | Nuova Zelanda XV | Concord Oval |

| Tamworth 31 luglio 1984 | NSW Country | 3 – 21 | Nuova Zelanda XV | No. 1 Oval |

| Brisbane 4 agosto 1984 | Australia | 15 – 19 | Nuova Zelanda | Ballymore Oval |

| Surfers Paradise 8 agosto 1984 | Queensland Country | 0 – 88 | Nuova Zelanda XV | Carrara Sports Ground |

| Brisbane 12 agosto 1984 | Queensland | 12 – 39 | Nuova Zelanda XV | Ballymore Oval |

| Gosford 14 agosto 1984 | New Sotuh Wales B | 15 – 21 | Nuova Zelanda XV | Grahame Park |

| Sydney 18 agosto 1984 | Australia | 24 – 25 | Nuova Zelanda | Cricket Ground |

## Tour alle Isole Figi

### Bilancio
- Giocate: 4
- Vinte: 4
- Pareggiate: 0
- Perse: 0
- Punti fatti 173
- Punti subiti 10

### Risultati
| Suva 17 ottobre 1984 | President's XV | 0 – 46 | Nuova Zelanda XV | Arms Park |

| Nadi 20 ottobre 1984 | Western XV | 10 – 32 | Nuova Zelanda XV | Prince Charles Park |

| Suva 24 ottobre 1984 | Eastern XV | 0 – 50 | Nuova Zelanda XV | Arms Park |

| Suva 27 ottobre 1984 | Figi | 0 – 45 | Nuova Zelanda XV | Arms Park |